# Atelier de vitrail Le Vieil
L'atelier de vitrail Le Vieil existe dès le XVIIe siècle à Rouen ; il se développe en une dynastie familiale de peintres verriers sur plusieurs générations. À la fin du XVIIe siècle, la famille s'installe à Paris ; l'atelier produit des vitraux jusqu'en 1830.
Arbre généalog!que
- Guillaume Le Vieil (1676 —  1731)
  - Pierre Le Vieil   (1708 —  1772)
  - Nicolas Guillaume Le Vieil
  - Jean Le Vieil (1711 — 1796)
    - Louis
    - Jean Pierre ( - 1808)
    - Jean Nicolas Guillaume (1748 — 1825)

## Guillaume Le Vieil (né en 1676; mort le 21 octobre 1731)

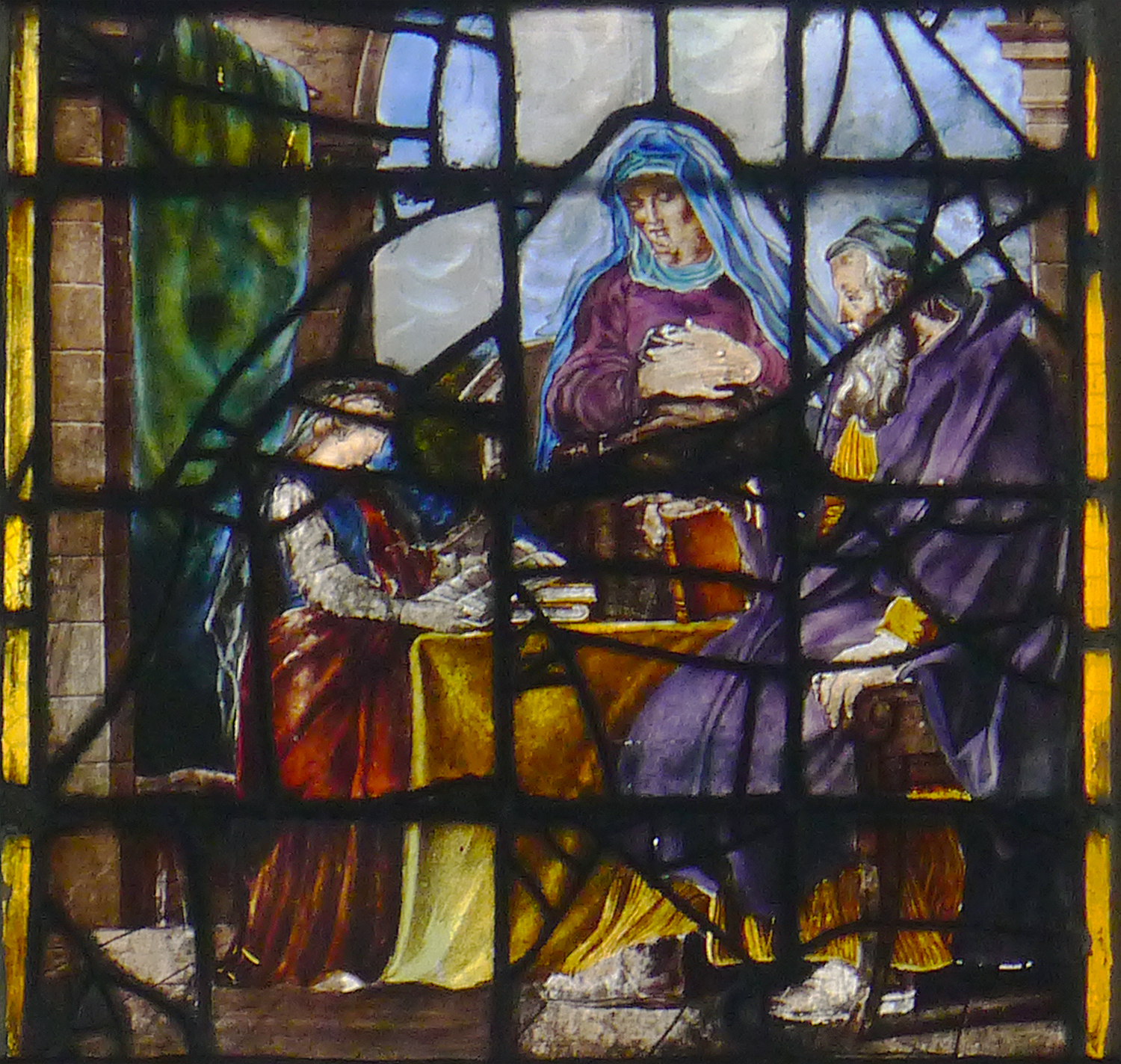
Panneau central d'un vitrail de Guillaume Le Vieil (église Saint-Étienne-du-Mont, Paris 5e).

Guillaume Le Vieil entre dans l'atelier du peintre verrier François Gaillard à Paris en 1696 comme apprenti. Il épouse ensuite Henriette Anne Favier (morte en 1745), fille du peintre verrier Pierre Favier, pour qui il travaillait à l'époque. Cette union a jeté les bases de nombreuses années de production. Les travaux suivants ont été réalisés dans son atelier : vitraux de l'église Notre-Dame-des-Blancs-Manteaux (Paris, 4e) ;  pour Jules Hardouin-Mansart il travaille aux Invalides et à la chapelle du château de Versailles. Il réalise des vitraux pour les l'église Saint-Roch de Paris, l'église Saint-Nicolas-du-Chardonnet (Paris, 5e) et l'église Saint-Étienne-du-Mont de Paris. Un seul vitrail (Instruction de Marie) a survécu dans cette dernière église.
Ses fils Pierre, Nicolas Guillaume et Jean deviennent également peintres verriers.

## Pierre Le Vieil (né en 1708; mort le 23 février 1772)
Pierre Le Vieil, le fils aîné de Guillaume Le Vieil est connu pour avoir écrit un livre largement diffusé sur le vitrail, intitulé L'art de la peinture sur verre et de la vitrerie ; le livre a été publié en 1774 après la mort de son auteur.
Il lègue sa fortune à ses neveux Nicolas, également peintre verrier, et à Pierre Nicolas, tous deux fils de son frère Nicolas Guillaume (mort en 1753).

## Jean Le Vieil (né en 1711; mort le 18 mars 1796)
Jean Le Vieil est un autre des fils de Guillaume Le Vieil ; il travaille dans son propre atelier rue du Bac. Il restaure les vitraux de l'église Saint-Pierre de Dreux. Ses fils Louis, Jean Pierre et Jean Nicolas Guillaume perpétuent la tradition familiale du vitrail.

## Louis Le Vieil
Louis Le Vieil, fils aîné de Jean Le Vieil, reçoit  l'atelier de son père lors son mariage le 1er janvier 1777. Son fils devient plus tard horloger à Paris.

## Jean-Pierre Le Vieil (mort le 19 avril 1808)
Jean Pierre Le Vieil rachète en 1796 l'atelier de son frère Louis qui l'avait hérité à l'origine de son père.
La longue tradition de la peinture sur verre de la famille Le Vieil prend fin avec Jean Pierre. Il a écrit deux livres : Essai sur la peinture en mosaïque, suivi d'une dissertation sur la pierre spéculaire des anciens (publié en 1768) et Traité historique et pratique sur la peinture sur verre (date de publication inconnue).

## Jean Nicolas Guillaume Le Vieil (né en 1748; mort le 14 décembre 1825)
Il a longtemps été propriétaire d'un atelier de peinture sur verre dans l'Île de la Cité à Paris. Aucun de ses six enfants n'a poursuivi la tradition familiale.